# 荒木宗太郎
荒木宗太郎（？—1636年12月4日），名一清，通稱惣右衛門，安土桃山時代後期至江戶時代商人，原是肥後國熊本武士，本姓藤原氏，後移居長崎，從事朱印船貿易，活躍於大越廣南國（今越南中部一帶）及北河國（今越南北部）、暹羅（今泰國）、呂宋等地，並娶廣南國君主阮福源之養女阮氏玉華為妻，並獲賜越南名阮太郎（越南语：／）。

## 生平
荒木宗太郎早年事跡不詳，出身於肥後國熊本，本是武士。在戰國時代末期，熊本高瀨町的商人以荒木氏為主，荒木宗太郎亦可能出身於高瀨町。天正十六年（1588年）移居長崎，在浦上淵村稲佐鄉飽之浦（日语：飽の浦，今長崎市飽之浦町）興建大屋居住，成為商人。文祿元年，包括荒木宗太郎在內的八位居於長崎、京都、堺的商人獲豐臣秀吉授予朱印狀，特許進行海外貿易，自此開始朱印船貿易。德川家康建立江戶幕府後上沿襲豐臣秀吉的政策，繼續向商人授予朱印狀作為特許海外貿易的憑證，荒木宗太郎也獲幕府頒發朱印狀，繼續從事朱印船貿易。

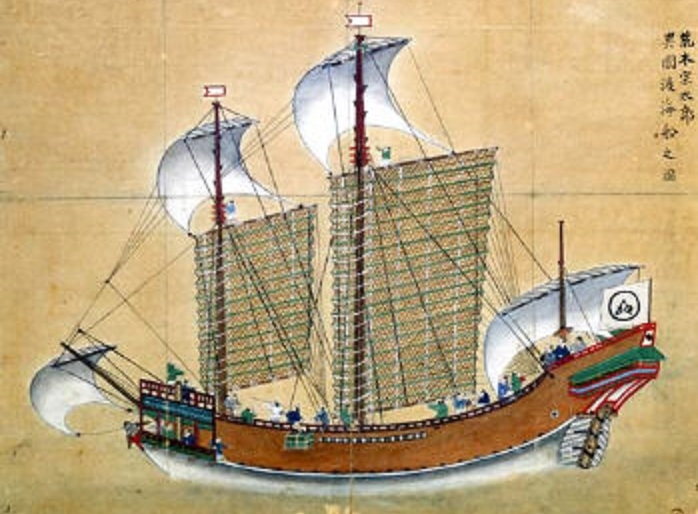
《荒木宗太郎異國渡海船之圖》中的荒木船

與大多數派遣親屬和僱用船員出航的朱印船主不同，荒木宗太郎不但出資，還親自揚帆出海，因而受到水手尊敬，稱他為「直乘船頭」（直乗り船頭）。他的船被稱為荒木船，所用的船旗圖案是把荷蘭東印度公司的船旗上下倒轉而成。在慶長十一年（1606年）至寬永九年（1632年）間曾駕朱印船出海六次，於慶長十一年到暹羅，四年後到廣南國和北河國，元和五年（1619年）至寬永九年間曾來往北河國數次。當時的越南為黎中興朝時期，北部的北河國為鄭主統治，中部的廣南國則由阮主所控制，後黎朝皇帝權力被架空。元和五年（越南後黎朝弘定二十年），荒木宗太郎到廣南國會安（今越南會安市），獲得廣南國君主阮福源信任，並把養女阮氏玉華嫁給他，賜名阮太郎，又加封他為廣南貴族。翌年，他攜同妻子回國。
元和八年（1622年，後黎朝永祚四年），荒木宗太郎獲江戶幕府第二代將軍德川秀忠頒發新的朱印狀，再次容許他到廣南國通商。翌年他出航至妻子的祖國廣南國，但他並沒有帶妻子同行。其妻一直留在日本，改名王加久，當地人又稱她為，與他育有一女家須。日本鎖國後，他與妻女一同居住在長崎。寬永十三年（1636年）農曆十一月初七，荒木宗太郎於長崎的房子裡逝世，葬於長崎大音寺後山墓地。
元祿三年以後，荒木家第三代伊太郎好信至第十代惣八郎春章皆擔任長崎西築町的乙名（おとな）職務。

## 相關史跡、文物及紀念

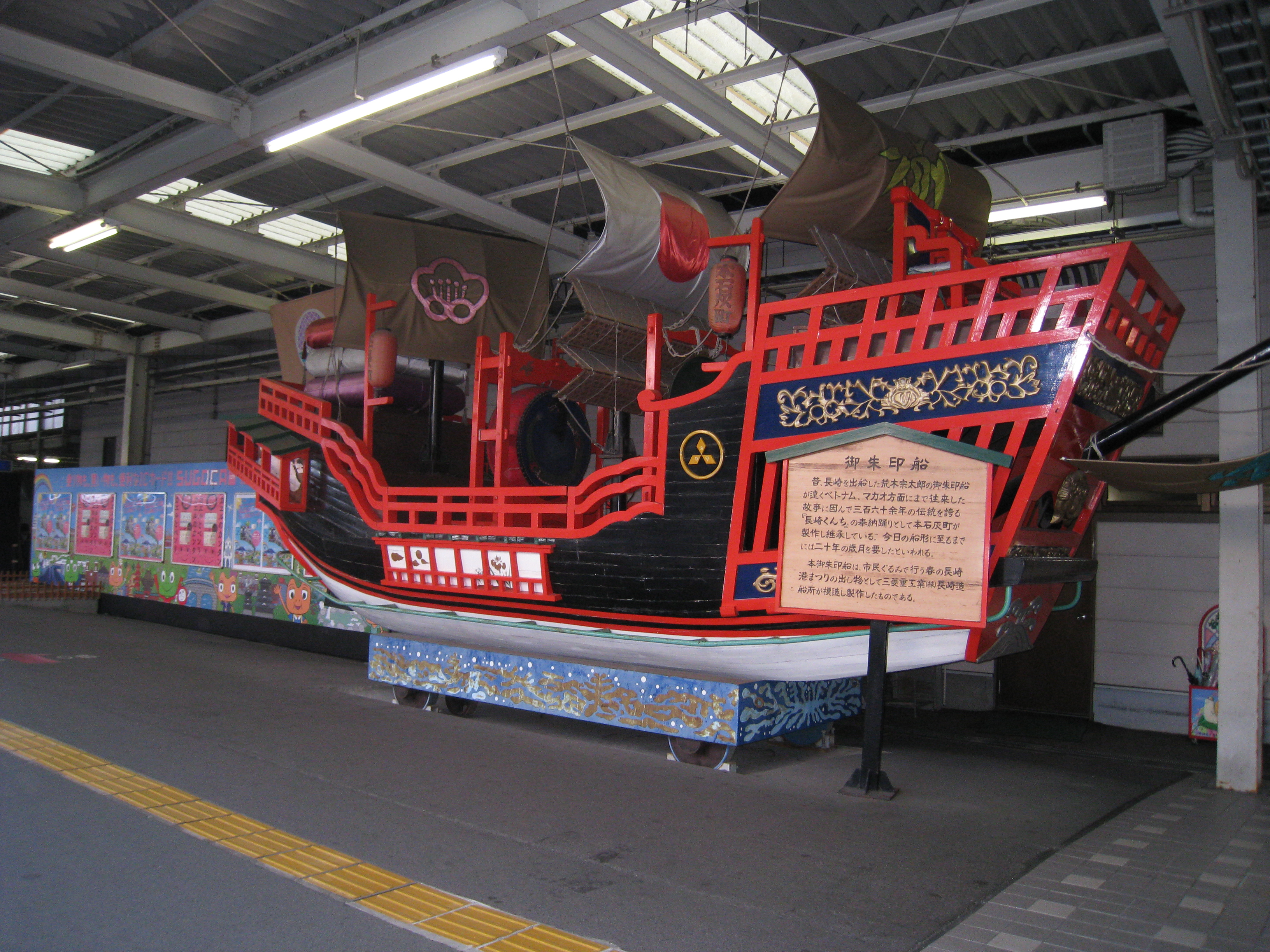
長崎站擺放三菱重工長崎造船所製作、以荒木船為藍本的朱印船模型

現時在長崎市飽之浦公園內有荒木宗太郎住宅遺跡，位於市內鍛冶屋町大音寺後山的荒木宗太郎墓地為長崎市指定史跡。每年在諏訪神社舉行的長崎供日的奉納踊中都有，以荒木宗太郎和阮氏玉華的盛大婚禮為題材，由演員扮演荒木宗太郎夫婦站在道具朱印船上。而市內尾上町的鐵路車站長崎站擺放了三菱重工長崎造船所製作、以荒木船為藍本的朱印船模型。於長崎市立博物館則藏有以荒木船為題材的《荒木宗太郎異國渡海船之圖》。
　　　　